# 大澤映二
大泽映二（日语：／ Ōsawa Eiji，1935年6月9日—），日本科学家，意外錯過1996年的諾貝爾化學獎。

## 研究
1970年，時任北海道大學助理教授的大泽映二，在与儿子踢足球时想到，也许会有一种分子由sp2杂化的碳原子组成，比如将几个碗烯拼起来的共轭球状结构，实现三维芳香性。他开始研究这种球状分子，不久他得出这种结构可以由截去一个二十面体的顶角得到，并称之为截角二十面体，就像足球的拼皮结构那样；他还预言了CnHn分子的存在。

## 錯過諾貝爾獎
大泽虽然在1970年就预言了C60分子（富勒烯）的存在，由于语言障碍，他的两篇用日文发表的文章并没有引起人们的普遍重视，而大泽本人也没有继续对这种分子的研究，因而使得C60的正式发现已经是15年以后的事了。而其發現者也因此獲得1996年諾貝爾化學獎。